# Laura Döbrösi
Laura Döbrösi (n. 25 de enero de 1993 en Budapest) es una actriz húngara. Entre 2015 y 2018 interpretó el papel de Mira Miklósi en la serie de HBO Aranyélet.

## Carrera profesional
Ha trabajado en cine desde los diez años, y a los doce años se convirtió en estudiante y miembro del Teatro dramático Földessy Margit. Además de sus estudios de secundaria, también estudió diseño de vestuario dentro del curso OKJ. Actualmente es estudiante de Estudios Internacionales en la Universidad Eötvös Loránd. Lleva 14 años estudiando piano clásico y desde 2012 estudia canto clásico. Además de actuar, tiene varios proyectos musicales.

## Filmografía
| Año       | Título                              | Papel            | Director                     |
| --------- | ----------------------------------- | ---------------- | ---------------------------- |
| 2018      | Örök tél                            | Anna             | Szász Attila                 |
| 2017      | Eszter                              | Sophie           | Máté Boegi                   |
| 2017      | A rossz színész                     | Wanda            | Márton Dániel                |
| 2017      | Árulók                              | Vali             | Fazakas Péter                |
| 2016      | IM perfect                          | 2046 (Ursula)    | Koszti Zsuzsó                |
| 2015-2018 | Aranyélet                           | Miklósi Mira     | Dyga Zsombor, Mátyássy Áron  |
| 2015      | Félvilág                            | Szebeni Kató     | Szász Attila                 |
| 2015      | Egynyári kaland                     | Fanni            | Dyga Zsombor                 |
| 2015      | Las aventuras del capitán Alatriste | Dama de la Reina |                              |
| 2014      | Couch Surf                          |                  | Dyga Zsombor                 |
| 2013      | A régi házban                       | Nagyági          | Gödrös Frigyes               |
| 2013      | Társas Játék                        | Petra            | Herendi Gábor, Fazakas Péter |
| 2012      | The Chronicler                      | Lilly            | Köves Krisztián Károly       |
| 2007      | Netkori                             | Jurek Ancsa      | Elek Ottó                    |
| 2006      | Szeszélyes                          |                  |                              |
| 2006      | Klipperek                           | Melissa          |                              |
| 2005      | Pipitér                             | presentadora     |                              |
| 2004      | Képben vagyunk?!                    | presentadora     |                              |
| 2004      | Mi, szemüvegesek                    | Szabó Zsuzsi     | Takács Vera                  |